# SOON Entertainment
순이엔티(영어: SOON Entertainment)는 박창우가 2016년에 설립한 대한민국의 틱톡 MCN 및 미디어랩 회사이다. 사업 분야로는 숏폼 동영상 광고, 인플루언서 매니지먼트, 이벤트 및 행사 관리, 라이브 방송, 비디오 및 음원 제작 분야등이 있다. 전속인풀루언서 140인 이상 매니지먼트와 약 9억 명의 팔로워를 보유하고 있습니다. 국내에서 두 번째로 제일 많은 틱톡 팔로워를 보유한 순이엔티의 크리에이터 중 한 명은 5,000만 팔로워를 보유한 원정이다.